# Spencer Bachus
Spencer Thomas Bachus III, född 28 december 1947 i Birmingham, Alabama, är en amerikansk republikansk politiker. Han representerade delstaten Alabamas sjätte distrikt i USA:s representanthus 1993–2015.
Bachus avlade 1969 sin grundexamen vid Auburn University och 1972 juristexamen vid University of Alabama. Han arbetade sedan som advokat.
Bachus utmanade sittande kongressledamoten Ben Erdreich i kongressvalet 1992 och vann. Han efterträdde Erdreich i representanthuset i januari 1993.
Bachus är baptist. Han är gift med Linda Bachus. Paret har fem barn.